# Arkenkő
Az Arkenkő, másik nevén a Hegy Szíve egy fehér ékkő, melyet Thrór törpkirály bányászai találtak meg. Az ékkő feltűnését jelnek tekintették, hogy a törpök uralkodása a Hegyben felsőbb hatalomtól ered, így Thrór király a trónját díszítette vele. A környező birodalmak királyai odasereglettek látni és megcsodálni az Arkenkövet. A Harmadkor 2770. évében egy sárkány Smaug elpusztította Erebort, és a király tróntermét, így az Arkenkő egy időre feledésbe merült.

## Megtalálása
A Harmadkor 2941. évében Tölgypajzsos Thorin társasága megérkezett Ereborba, a törpök beküldték 14. útitársukat, Zsákos Bilbót, hogy kémlelje ki, ott van-e a sárkány vagy nincs. 
Smaug csak színlelte, hogy alszik, ezért amikor Bilbó belépett a csarnokba, a sárkány megszólította. 
Bilbó elvonta a figyelmét néhány rejtvénnyel, majd amikor a sárkány nem figyelt, eltette az Arkenkövet. 
Thorin, akit egyre jobban fűtött a vágy, hogy megszerezze, a végén addig jutott, megöli azt, aki megtalálja, de eltitkolja az Arkenkövet. 
Eközben Smaug elpusztította Tóvárost. A tavi emberek és az erdőtündék felvonultak a hegyhez, és részt követeltek az ott rejlő kincsből. Ezt elkerülendő Bilbó átadta az Arkenkövet Bardnak és Thranduilnak, hogy ezzel váltsák ki a maguk részét az aranyból. Mikor Thorin megtudta, hogyan került hozzájuk a kő, majdnem megölte Bilbót, de az említett elmenekült a tündék és emberek táborába. Később miután lezajlott az Öt sereg Csatája, a csatában elesett Thorin sírjára helyezték az Arkenkövet, és az örökre ott maradt.